# Johnathan Motley
Johnathan Landus Motley (Houston, 4 maggio 1995) è un cestista statunitense.

## Statistiche

### NCAA
| Anno      | Squadra      | PG  | PT | MP   | TC%  | 3P%  | TL%  | RP  | AP  | PRP | SP  | PP   |
| --------- | ------------ | --- | -- | ---- | ---- | ---- | ---- | --- | --- | --- | --- | ---- |
| 2013-2014 | Baylor Bears | 1   | 0  | 2,0  | -    | -    | -    | 0,0 | 0,0 | 0,0 | 0,0 | 0,0  |
| 2014-2015 | Baylor Bears | 34  | 34 | 21,5 | 41,7 | 20,0 | 62,5 | 4,2 | 0,7 | 0,4 | 1,4 | 7,7  |
| 2015-2016 | Baylor Bears | 34  | 9  | 20,9 | 61,4 | 0,0  | 60,7 | 5,1 | 0,9 | 0,5 | 1,1 | 11,1 |
| 2016-2017 | Baylor Bears | 34  | 34 | 30,5 | 52,2 | 28,1 | 69,9 | 9,9 | 2,3 | 0,4 | 1,1 | 17,3 |
| Carriera  | Carriera     | 103 | 77 | 24,1 | 52,0 | 24,5 | 65,4 | 6,3 | 1,3 | 0,4 | 1,2 | 11,9 |

#### Massimi in carriera
- Massimo di punti: 32 vs Texas-Austin (17 gennaio 2017)[1]
- Massimo di rimbalzi: 20 vs Texas-Austin (17 gennaio 2017)
- Massimo di assist: 5 (2 volte)
- Massimo di palle rubate: 3 vs Kansas (11 marzo 2016)
- Massimo di stoppate: 6 vs Southern (13 volte)
- Massimo di minuti giocati: 37 (3 volte)

### NBA

#### Regular Season
| Anno      | Squadra          | PG | PT | MP   | TC%  | 3P%  | TL%  | RP  | AP  | PRP | SP  | PP  |
| --------- | ---------------- | -- | -- | ---- | ---- | ---- | ---- | --- | --- | --- | --- | --- |
| 2017-2018 | Dallas Mavericks | 11 | 4  | 16,0 | 53,3 | 16,7 | 53,6 | 4,5 | 0,6 | 0,3 | 0,2 | 8,7 |
| 2018-2019 | L.A. Clippers    | 22 | 0  | 7,1  | 53,4 | 0,0  | 60,0 | 2,3 | 0,5 | 0,2 | 0,1 | 4,6 |
| 2019-2020 | L.A. Clippers    | 13 | 0  | 3,2  | 73,3 | 100  | 71,4 | 0,8 | 0,6 | 0,2 | 0,0 | 2,2 |
| Carriera  | Carriera         | 46 | 4  | 8,1  | 55,2 | 20,0 | 58,7 | 2,4 | 0,6 | 0,2 | 0,1 | 4,9 |

#### Massimi in carriera
- Massimo di punti: 26 vs Detroit Pistons (6 aprile 2018)[2]
- Massimo di rimbalzi: 12 vs Detroit Pistons (6 aprile 2018)
- Massimo di assist: 2 (5 volte)
- Massimo di palle rubate: 2 (2 volte)
- Massimo di stoppate: 1 (5 volte)
- Massimo di minuti giocati: 41 vs Orlando Magic (4 aprile 2018)

### G League
| Anno      | Squadra       | PG | PT | MP   | TC%  | 3P%  | TL%  | RP  | AP  | PRP | SP  | PP   |
| --------- | ------------- | -- | -- | ---- | ---- | ---- | ---- | --- | --- | --- | --- | ---- |
| 2017-2018 | Texas Legends | 34 | 34 | 32,5 | 56,5 | 28,0 | 69,8 | 9,8 | 2,0 | 0,9 | 1,1 | 22,2 |
| 2018-2019 | A.C. Clippers | 27 | 25 | 34,2 | 55,3 | 29,6 | 70,4 | 9,9 | 3,0 | 0,7 | 0,9 | 24,5 |
| 2019-2020 | A.C. Clippers | 26 | 26 | 33,0 | 51,7 | 34,4 | 75,3 | 8,0 | 3,1 | 0,7 | 1,0 | 24,0 |
| Carriera  | Carriera      | 87 | 85 | 33,2 | 54,6 | 30,7 | 71,1 | 9,3 | 2,6 | 0,8 | 1,0 | 23,4 |

### Eurolega
| Anno      | Squadra    | PG | PT | MP   | TC%  | 3P%  | TL%  | RP  | AP  | PRP | SP  | PP   |
| --------- | ---------- | -- | -- | ---- | ---- | ---- | ---- | --- | --- | --- | --- | ---- |
| 2022-2023 | Fenerbahçe | 36 | 25 | 23,3 | 60,9 | 23,1 | 68,4 | 5,4 | 1,6 | 0,6 | 0,4 | 14,5 |
| 2023-2024 | Fenerbahçe | 36 | 19 | 18,7 | 64,8 | 25,0 | 70,9 | 4,2 | 1,1 | 0,2 | 0,2 | 11,2 |
| Carriera  | Carriera   | 72 | 44 | 21,0 | 62,5 | 23,5 | 69,6 | 4,8 | 1,3 | 0,4 | 0,3 | 12,8 |

### Eurocup
| Anno      | Squadra          | PG | PT | MP   | TC%  | 3P%  | TL%  | RP  | AP  | PRP | SP  | PP   |
| --------- | ---------------- | -- | -- | ---- | ---- | ---- | ---- | --- | --- | --- | --- | ---- |
| 2021-2022 | Lokomotiv Kuban' | 9  | 9  | 26,7 | 62,8 | 33,3 | 73,4 | 7,0 | 1,3 | 0,9 | 1,1 | 21,2 |
| Carriera  | Carriera         | 9  | 9  | 26,7 | 62,8 | 33,3 | 73,4 | 7,0 | 1,3 | 0,9 | 1,1 | 21,2 |

## Palmarès

### Squadra
- Campionato turco: 1

Fenerbahçe: 2023-2024
- Coppa di Turchia: 1

Fenerbahçe: 2024
- Eurocup: 1

Hapoel Tel Aviv: 2024-2025

### Individuale
- Eurocup Finals Mvp: 1

Hapoel Tel Aviv: 2024-2025
- All-Eurocup First Team: 1

Hapoel Tel Aviv: 2024-2025